# Wu Jianqiu
Wu Jianqiu (chinesisch 吴建秋, * 1962, verheiratete Jianqiu Kenkyu Araki) ist eine ehemalige chinesische Badmintonspielerin. Akane und Moe Araki sind ihre Töchter.

## Karriere
Wu Jianqiu gehörte Mitte der 1980er Jahre zur absoluten Weltspitze im Badminton. 1983 gewann sie die All England im Doppel mit Xu Rong, bei der WM im selben Jahr wurden beide Dritte. Bei der Weltmeisterschaft 1985 belegte Wu Jianqiu im Dameneinzel den zweiten Platz.

## Sportliche Erfolge
| Veranstaltung     | Saison    | Disziplin   | Platz | Name                      |
| ----------------- | --------- | ----------- | ----- | ------------------------- |
| Swedish Open      | 1982      | Damendoppel | 1     | Xu Rong / Wu Jianqiu      |
| All England       | 1983      | Dameneinzel | 2     | Wu Jianqiu                |
| All England       | 1983      | Damendoppel | 1     | Xu Rong / Wu Jianqiu      |
| Weltmeisterschaft | 1983      | Damendoppel | 3     | Xu Rong / Wu Jianqiu      |
| German Open       | 1984/1985 | Damendoppel | 1     | Wu Jianqiu / Guan Weizhen |
| Japan Open        | 1985      | Dameneinzel | 1     | Wu Jianqiu                |
| Thailand Open     | 1985      | Damendoppel | 1     | Guan Weizhen / Wu Jianqiu |
| Thailand Open     | 1985      | Dameneinzel | 1     | Wu Jianqui                |
| All England       | 1985      | Damendoppel | 2     | Guan Weizhen / Wu Jianqiu |
| Weltmeisterschaft | 1985      | Dameneinzel | 2     | Wu Jianqiu                |